# John Kudrick
John Michael Kudrick (ur. 23 grudnia 1947 w Lloydell) – amerykański duchowny Kościoła katolickiego obrządku bizantyjsko-rusińskiego, w latach 2002-2016 eparcha Parmy. 

## Życiorys
Święcenia prezbiteratu przyjął 3 maja 1975 jako członek Trzeciego Zakonu Regularnego. W latach 1976-1980 był asystentem mistrza postulatu zakonnego. W maju 1987 wystąpił z zakonu, jednak pozostał duchownym jako kapłan archieparchii Pittsburgha, w której pracował jako duszpasterz miejscowych kościołów (w latach 1998-2002 był rektorem katedry w Pittsburghu). W 2001 został mianowany administratorem eparchii.
3 maja 2002 został mianowany eparchą Parmy. Sakry udzielił mu 10 lipca 2002 zwierzchnik Kościoła bizantyjsko-rusińkiego, abp Basil Schott OFM, któremu towarzyszyli eparcha Passaic Andrew Pataki oraz eparcha Van Nuys William Skurla.
7 maja 2016 papież Franciszek przyjął jego rezygnację z pełnionego urzędu.